# Mistrzostwa Afryki w Lekkoatletyce 1992
8. Mistrzostwa Afryki w Lekkoatletyce – ogólnoafrykańskie zawody lekkoatletyczne, które odbyły się w Belle Vue Maurel na Mauritiusie w roku 1992.

## Rezultaty

### Mężczyźni
| Konkurencja           | Złoto                                | Złoto     | Srebro                                    | Srebro    | Brąz                                 | Brąz      |
| --------------------- | ------------------------------------ | --------- | ----------------------------------------- | --------- | ------------------------------------ | --------- |
| 100 m                 | Victor Omagbemi · Nigeria            | 10.34     | Charles-Louis Seck · Senegal              | 10.40     | Johan Rossouw · Południowa Afryka    | 10.43     |
| 200 m                 | Victor Omagbemi · Nigeria            | 21.20     | Emmanuel Tuffour · Ghana                  | 21.28     | John Myles-Mills · Ghana             | 21.31     |
| 400 m                 | Bobang Phiri · Południowa Afryka     | 45.42     | Kennedy Ochieng · Kenia                   | 46.23     | Abednego Matilu · Kenia              | 46.62     |
| 800 m                 | Charles Nkazamyampi · Burundi        | 1:46.95   | Cliffie Miller · Południowa Afryka        | 1:47.19   | Mahjoub Haïda · Maroko               | 1:47.71   |
| 1500 m                | Nelson Chirchir · Kenia              | 3:38.52   | Johan Landsman · Południowa Afryka        | 3:38.60   | Robert Mdogo · Kenia                 | 3:39.18   |
| 5000 m                | James Songok · Kenia                 | 13:24.63  | Worku Bikila · Etiopia                    | 13:25.98  | Josphat Machuka · Kenia              | 13:28.85  |
| 10 000 m              | Josphat Machuka · Kenia              | 27:59.70  | Matthews Motshwarateu · Południowa Afryka | 28:22.57  | Xolile Yawa · Południowa Afryka      | 28:27.82  |
| 3000 m z przeszkodami | Whaddon Niewoudt · Południowa Afryka | 8:26.44   | Gladstone Kabiga · Kenia                  | 8:26.68   | Eliud Barngetuny · Kenia             | 8:38.02   |
| 110 m przez płotki    | Judex Lefou · Mauritius              | 13.91     | Kobus Schoeman · Południowa Afryka        | 13.92     | Winpie Nel · Południowa Afryka       | 13.98     |
| 400 m przez płotki    | Dries Vorster · Południowa Afryka    | 49.66     | Amadou Dia Ba · Senegal                   | 49.71     | Hubert Rakotombélontsoa · Madagaskar | 50.56     |
| Skok wzwyż            | Yacine Mousli · Algieria             | 2.21      | Othmane Belfaa · Algieria                 | 2.16      | Khemraj Naiko · Mauritius            | 2.16      |
| Skok o tyczce         | Okkert Brits · Południowa Afryka     | 5.35      | Kersley Gardenne · Mauritius              | 5.30      | Riaan Botha · Południowa Afryka      | 5.20      |
| Skok w dal            | Ayodele Aladefa · Nigeria            | 7.95      | François Fouché · Południowa Afryka       | 7.91      | Danny Beauchamp · Seszele            | 7.86      |
| Trójskok              | Toussaint Rabenala · Madagaskar      | 17.04     | Francis Dodoo · Ghana                     | 16.43     | Papa Ladji Konaté · Senegal          | 16.23     |
| Pchnięcie kulą        | Chima Ugwu · Nigeria                 | 18.50     | Khalid Fatihi · Maroko                    | 17.49     | Adewale Olukoju · Nigeria            | 17.06     |
| Rzut dyskiem          | Adewale Olukoju · Nigeria            | 60.66     | Mohamed Naguib Hamed · Egipt              | 57.12     | Dawie Kok · Południowa Afryka        | 55.72     |
| Rzut młotem           | Hakim Toumi · Algieria               | 69.80     | Sherif Farouk El Hennawi · Egipt          | 68.08     | Charlie Koen · Południowa Afryka     | 63.14     |
| Rzut oszczepem        | Tom Petranoff · Południowa Afryka    | 87.26     | Wilhelm Pauer · Południowa Afryka         | 81.60     | Phillip Spies · Południowa Afryka    | 73.80     |
| Dziesięciobój         | Mourad Mahour Bacha · Algieria       | 7467 pkt. | Gino Antoine · Mauritius                  | 6803 pkt. | Patrick Legrand · Mauritius          | 6798 pkt. |
| Chód na 20 km         | Chris Britz · Południowa Afryka      | 1:29:56   | Johan Moerdyk · Południowa Afryka         | 1:30:54   | Riecus Blignouat · Południowa Afryka | 1:31:59   |
| 4 x 100               | Południowa Afryka                    | 39.57     | Senegal                                   | 39.60     | Nigeria                              | 39.73     |
| 4 x 400               | Południowa Afryka                    | 3:06.95   | Senegal                                   | 3:07.77   | Kenia                                | 3:08.37   |

### Kobiety
| Konkurencja        | Złoto                                    | Złoto     | Srebro                                   | Srebro    | Brąz                                          | Brąz      |
| ------------------ | ---------------------------------------- | --------- | ---------------------------------------- | --------- | --------------------------------------------- | --------- |
| 100 m              | Elinda Vorster · Południowa Afryka       | 11.26     | Marcel Winkler · Południowa Afryka       | 11.31     | Rufina Uba · Nigeria                          | 11.42     |
| 200 m              | Elinda Vorster · Południowa Afryka       | 23.60     | Marcel Winkler · Południowa Afryka       | 23.60     | Yolanda Steyn · Południowa Afryka             | 24.11     |
| 400 m              | Omotayo Akinremi · Nigeria               | 52.53     | Aïssatou Tandian · Senegal               | 52.64     | Omolade Akinremi · Nigeria                    | 53.14     |
| 800 m              | Zewde Haile Mariam · Etiopia             | 2:06.20   | Najat Ouali · Maroko                     | 2:07.40   | Ilse Wicksell · Południowa Afryka             | 2:07.48   |
| 1500 m             | Elana Meyer · Południowa Afryka          | 4:18.44   | Gwen Griffiths · Południowa Afryka       | 4:20.79   | Najat Ouali · Maroko                          | 4:23.22   |
| 3000 m             | Derartu Tulu · Etiopia                   | 9:01.12   | Gwen Griffiths · Południowa Afryka       | 9:03.10   | Getenesh Urge · Etiopia                       | 9:03.32   |
| 10 000 m           | Derartu Tulu · Etiopia                   | 31:32.25  | Lydia Cheromei · Kenia                   | 31:41.09  | Luchia Yishak · Etiopia                       | 32:28.86  |
| 100 m przez płotki | Ime Akpan · Nigeria                      | 13.14     | Karen van der Veen · Południowa Afryka   | 13.29     | Annemarie le Roux · Południowa Afryka         | 13.70     |
| 400 m przez płotki | Myrtle Bothma · Południowa Afryka        | 56.02     | Nadia Zétouani · Maroko                  | 57.31     | Omolade Akinremi · Nigeria                    | 57.43     |
| Skok wzwyż         | Lucienne N’Da · Wybrzeże Kości Słoniowej | 1.95      | Charmaine Weavers · Południowa Afryka    | 1.92      | Desiré du Plessis · Południowa Afryka         | 1.86      |
| Skok w dal         | Karen Botha · Południowa Afryka          | 6.78      | Stella Emefesi · Nigeria                 | 5.98      | Maryna van Niekerk · Południowa Afryka        | 5.98      |
| Trójskok           | Awa Dioum-Ndiaye · Senegal               | 12.47     | Ndounga Kolossi · Kenia                  | 12.41     | Sonya Agbéssi · Benin                         | 12.17     |
| Pchnięcie kulą     | Fouzia Fatihi · Maroko                   | 15.82     | Hanan Ahmed Khaled · Egipt               | 15.49     | Elizabeth Olaba · Kenia                       | 14.77     |
| Rzut dyskiem       | Lizette Etsebeth · Południowa Afryka     | 54.84     | Nanette van der Walt · Południowa Afryka | 53.40     | Zoubida Laayouni · Maroko                     | 52.74     |
| Rzut oszczepem     | Seraphina Nyauma · Kenia                 | 53.02     | Liezl Roux · Południowa Afryka           | 52.42     | Rhona Dwinger · Południowa Afryka             | 51.28     |
| Siedmiobój         | Chrisna Oosthuizen · Południowa Afryka   | 5056 pkt. | Caroline Kola · Kenia                    | 4994 pkt. | Albertine Koutouan · Wybrzeże Kości Słoniowej | 4977 pkt. |
| Chód na 5000 m     | Dounia Kara · Algieria                   | 24:57.02  | Maryse Pyndiah · Mauritius               | 25:11.95  | Susan Bingham · Południowa Afryka             | 25:45.64  |
| 4 x 100            | Południowa Afryka                        | 44.53     | Nigeria                                  | 45.19     | Madagaskar                                    | 45.38     |
| 4 x 400            | Nigeria                                  | 3:33.13   | Południowa Afryka                        | 3:36.19   | Mauritius                                     | 3:42.68   |

## Klasyfikacja medalowa
| Klasyfikacja medalowa | Klasyfikacja medalowa    | Klasyfikacja medalowa | Klasyfikacja medalowa | Klasyfikacja medalowa | Klasyfikacja medalowa |
| --------------------- | ------------------------ | --------------------- | --------------------- | --------------------- | --------------------- |
| Miejsce               | Kraj                     | Złoto                 | Srebro                | Brąz                  | Razem                 |
| 1.                    | Południowa Afryka        | 16                    | 16                    | 15                    | 47                    |
| 2.                    | Nigeria                  | 8                     | 2                     | 5                     | 15                    |
| 3.                    | Kenia                    | 4                     | 5                     | 6                     | 15                    |
| 4.                    | Algieria                 | 4                     | 1                     | 0                     | 5                     |
| 5.                    | Etiopia                  | 3                     | 1                     | 2                     | 6                     |
| 6.                    | Senegal                  | 1                     | 5                     | 1                     | 7                     |
| 7.                    | Mauritius                | 1                     | 3                     | 3                     | 7                     |
| 7.                    | Maroko                   | 1                     | 3                     | 3                     | 7                     |
| 9.                    | Madagaskar               | 1                     | 0                     | 2                     | 3                     |
| 10.                   | Wybrzeże Kości Słoniowej | 1                     | 0                     | 1                     | 2                     |
| 11.                   | Burundi                  | 1                     | 0                     | 0                     | 1                     |
| 12.                   | Egipt                    | 0                     | 3                     | 0                     | 3                     |
| 13.                   | Ghana                    | 0                     | 2                     | 1                     | 3                     |
| 14.                   | Seszele                  | 0                     | 0                     | 1                     | 1                     |
| 14.                   | Benin                    | 0                     | 0                     | 1                     | 1                     |